# RPM Package Manager
Pour les articles homonymes, voir RPM.
RPM Package Manager (Red Hat Package Manager), ou plus simplement RPM, est un système de gestion de paquets de logiciels utilisé sur certaines distributions GNU/Linux. Le système est composé d'un format ouvert et d'un logiciel libre de manipulation des fichiers de ce format. C'est le format utilisé par Linux Standard Base (LSB).

## Présentation
RPM s'utilise en ligne de commande ou avec une interface graphique et permet d'installer, de désinstaller, de vérifier, d'interroger et de mettre à jour des paquets logiciels. Chaque paquet de logiciels se compose d'une archive de fichiers et d'informations relatives au paquet, tels que sa licence, sa version, sa description, ses dépendances, etc.

## Historique
Ce logiciel libre a été créé à l'origine par Red Hat en 1995 et a par la suite été adopté par d'autres distributions Linux. L'acronyme « RPM » signifiait à l'origine « Redhat Package Manager », à la suite de l'adoption de l'outil par plusieurs distributions il fut renommé en « RPM Package Manager » qui est un acronyme récursif.
Les distributions les plus connues utilisant le système de gestion de paquet RPM sont : Red Hat Enterprise Linux, Fedora, CentOS, Mandriva, openSUSE, SUSE Linux Enterprise, PCLinuxOS, MeeGo, Mageia.

## Commandes d'utilisation

### Installation et mise à jour de paquets
- rpm -ivh nom_paquet_xyz.rpm

ou alors
- rpm -Uvh nom_paquet_abc.rpm

### Interrogation
- rpm -qpil nom_paquet_def.rpm
- rpm -qil nom_paquet
- rpm -qf /chemin_du_fichier

### Désinstallation
```
rpm
 
-e
 
nom_paquet
rpm
 
-e
 
--nodeps
 
nom_paquet

```

## Programmes de gestion de paquets logiciels RPM
Plusieurs programmes permettent d'automatiser les résolutions de dépendance et le téléchargement des paquets logiciels RPM.

### APT
apt-rpm est un portage d'APT par la distribution Linux Conectiva. Il est également utilisé avec les distributions Fedora Core, Yellow Dog et Ubuntu.

### SMART
SMART est un logiciel de gestion de paquets logiciels multi-distributions (il sait gérer .deb, .rpm et les paquets .tgz de Slackware) originellement développé pour la distribution Conectiva.

### URPMI
URPMI ainsi que son interface graphique rpmdrake ont été développés pour la distribution Mandriva Linux.

### YUM
YUM a été développé pour Yellow Dog.

### DNF
Dandified Yum utilisé en tant que gestionnaire de paquet pour Fedora et les dernières versions de CentOS (et Red Hat).
DNF a été développé à l’origine par openSUSE pour son gestionnaire de paquets Zypper.

## Format d'un paquet RPM
Le format d'un paquet RPM est binaire et constitué de quatre parties :
1. Un premier en-tête (en anglais "lead") qui identifie le fichier comme étant au format RPM
2. La signature pour vérifier l'intégrité et l'authenticité
3. Un deuxième en-tête (en anglais "header") qui contient des méta-données incluant le nom du paquet, la version, l'architecture (notamment processeur), la liste des fichiers etc.
4. Un fichier d'archive qui est en général au format cpio, compressé.

Pour extraire les fichiers d'un paquet rpm (SANS les installer), la commande est :
rpm2cpio exemple_de_rpm.rpm | cpio -idmv